# Concistori di papa Clemente XI

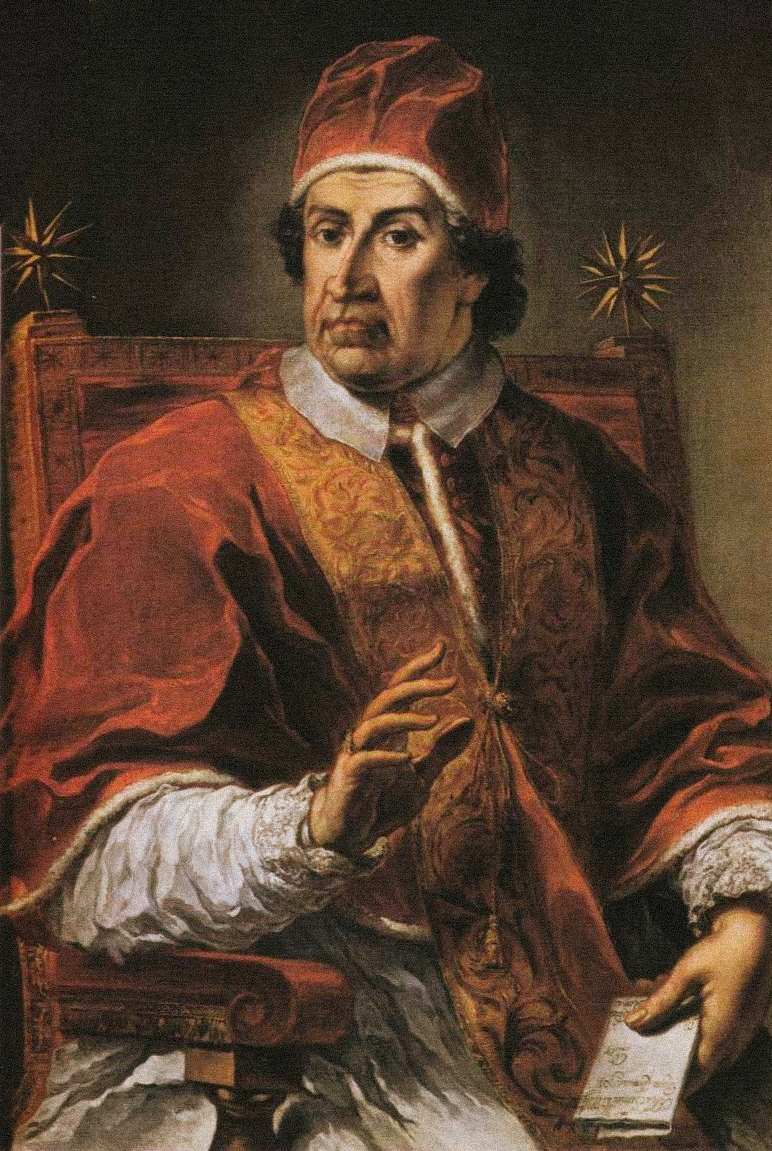
Papa Clemente XI

Questa voce raccoglie l'elenco completo dei concistori per la creazione di nuovi cardinali presieduti da papa Clemente XI, con l'indicazione di tutti i cardinali creati (69 nuovi cardinali in 15 concistori). I nomi sono posti in ordine di creazione.

## 17 dicembre 1703 (I)
- Francesco Pignatelli, senior, C.R.T., arcivescovo di Napoli; creato cardinale presbitero dei Santi Marcellino e Pietro (morto nel dicembre 1734)

## 17 maggio 1706 (II)
- Francesco Martelli, patriarca titolare di Gerusalemme dei Latini, già segretario della Sacra Consulta; creato cardinale presbitero di Sant'Eusebio (morto nel settembre 1717)
- Giovanni Alberto Badoer, patriarca di Venezia; creato cardinale presbitero di San Marcello (morto nel maggio 1714)
- Lorenzo Casoni, arcivescovo titolare di Cesarea di Cappadocia, assessore del Sant'Uffizio; creato cardinale presbitero di San Bernardo alle Terme (morto nel novembre 1720)
- Lorenzo Corsini, arcivescovo titolare di Nicomedia, tesoriere generale della Camera Apostolica; creato cardinale presbitero di Santa Susanna; poi eletto papa con il nome di Clemente XII il 12 luglio 1730 (morto nel febbraio 1740)
- Lorenzo Maria Fieschi, arcivescovo di Genova; creato cardinale presbitero di Santa Maria della Pace (morto nel maggio 1726)
- Francesco Acquaviva d'Aragona, arcivescovo titolare di Larissa, nunzio apostolico in Spagna; cardinale presbitero di San Bartolomeo all'Isola (titolo ricevuto nel giugno 1707) (morto nel gennaio 1725)
- Tommaso Ruffo, arcivescovo titolare di Nicea, già legato pontificio in Spagna; creato cardinale presbitero di San Lorenzo in Panisperna (morto nel febbraio 1753)
- Orazio Filippo Spada, arcivescovo-vescovo di Lucca, nunzio apostolico in Polonia; creato cardinale presbitero di Sant'Onofrio (titolo ricevuto nel marzo 1707) (morto nel giugno 1724)
- Filippo Antonio Gualterio, arcivescovo-vescovo di Imola, nunzio apostolico in Francia; creato cardinale presbitero di San Crisogono (titolo ricevuto nell'aprile 1708) (morto nell'aprile 1728)
- Christian August von Sachsen-Zeitz, arcivescovo coadiutore di Strigonio; creato cardinale presbitero (morto nell'agosto 1725, senza essersi mai recato a Roma per ricevere il titolo)
- Rannuzio Pallavicino, vice-camerlengo di Santa Romana Chiesa, già governatore di Roma; creato cardinale presbitero di Sant'Agnese fuori le mura (morto nel giugno 1712)
- Giandomenico Paracciani, pro-segretario della S.C. dei Vescovi e dei Regolari; creato cardinale presbitero di Sant'Anastasia (morto nel maggio 1721)
- Alessandro Caprara, reggente della Penitenzieria Apostolica; creato cardinale presbitero dei Santi Nereo e Achilleo (morto nel giugno 1711)
- Joseph-Emmanuel de La Trémoille, chierico francese; creato cardinale presbitero della Santissima Trinità al Monte Pincio (morto nel gennaio 1720)
- Carlo Agostino Fabroni, segretario della S.C. de Propaganda Fide; creato cardinale presbitero di Sant'Agostino (morto nel settembre 1727)
- Carlo Colonna, protonotario apostolico, prefetto del Sacro Palazzo Apostolico; creato cardinale diacono di Santa Maria della Scala (morto nel luglio 1739)
- Pietro Priuli, pronipote di papa Alessandro VIII, chierico della Camera Apostolica; creato cardinale diacono di Sant'Adriano al Foro (morto nel gennaio 1728)
- Nicola Grimaldi, chierico della Camera Apostolica, ufficiale della S.C. dei Vescovi e dei Regolari; creato cardinale diacono di Santa Maria in Cosmedin (morto nell'ottobre 1717)
- Giuseppe Vallemani, arcivescovo titolare di Atene, segretario della S.C. dei Riti; creato cardinale presbitero (riservato in pectore, pubblicato nell'agosto 1707, col titolo di Santa Maria degli Angeli) (morto nel dicembre 1725)

Nel medesimo concistoro, papa Clemente XI espresse la volontà di conferire la porpora a Gabriele Filippucci, votante del Tribunale della Segnatura Apostolica di Giustizia; dopo che l'interessato ebbe presentato formale rinunzia al cardinalato, il Pontefice ratificò tale decisione nel successivo concistoro del 7 giugno 1706.

## 7 giugno 1706 (III)
- Michelangelo Conti, arcivescovo titolare di Tarso, nunzio apostolico in Portogallo; creato cardinale presbitero dei Santi Quirico e Giulitta (titolo ricevuto nel febbraio 1711); poi eletto papa con il nome di Innocenzo XIII l'8 maggio 1721 (morto nel marzo 1724)

## 1º agosto 1707 (IV)
- Charles Thomas Maillard de Tournon, patriarca titolare di Antiochia dei Latini, legato pontificio per la Cina e l'India; creato cardinale presbitero (morto nel giugno 1710, senza essersi mai potuto recare a Roma per ricevere il titolo)

## 15 aprile 1709 (V)
- Ulisse Giuseppe Gozzadini, arcivescovo titolare di Teodosia, già segretario per i brevi ai Principi; creato cardinale presbitero di Santa Croce in Gerusalemme (morto nel marzo 1728)
- Antonio Francesco Sanvitale, arcivescovo titolare di Efeso, nunzio apostolico in Austria; creato cardinale presbitero (riservato in pectore, pubblicato in settembre col titolo di San Pietro in Montorio) (morto nel dicembre 1714)

## 23 dicembre 1711 (VI)
- Annibale Albani, nipote di Sua Santità, presidente della Camera Apostolica, nunzio apostolico straordinario a Colonia; creato cardinale diacono di Sant'Eustachio (morto nell'ottobre 1751)

## 18 maggio 1712 (VII)
- Lodovico Pico della Mirandola, patriarca titolare di Costantinopoli dei Latini, prefetto del Sacro Palazzo Apostolico; creato cardinale presbitero (riservato in pectore, pubblicato in settembre col titolo di San Silvestro in Capite) (morto nell'agosto 1743)
- Gianantonio Davia, arcivescovo-vescovo di Rimini, nunzio apostolico emerito in Austria; creato cardinale presbitero di San Callisto (titolo ricevuto nell'agosto 1713) (morto nel gennaio 1740)
- Agostino Cusani, arcivescovo-vescovo di Pavia, nunzio apostolico in Francia; creato cardinale presbitero di Santa Maria del Popolo (titolo ricevuto nel gennaio 1713) (morto nel dicembre 1730)
- Giulio Piazza, arcivescovo-vescovo di Faenza, nunzio apostolico in Austria; creato cardinale presbitero di San Lorenzo in Panisperna (titolo ricevuto nell'aprile 1714) (morto nell'aprile 1726)
- Antonio Felice Zondadari, arcivescovo titolare di Damasco, già nunzio apostolico in Spagna; cardinale presbitero di Santa Balbina (titolo ricevuto nel settembre 1715) (morto nel novembre 1737)
- Manuel Arias y Porres, arcivescovo di Siviglia; creato cardinale presbitero (riservato in pectore, pubblicato nel gennaio 1713) (morto nel novembre 1717, senza essersi mai recato a Roma per ricevere il titolo)
- Giovanni Battista Bussi, senior, arcivescovo-vescovo di Ancona e Numana, nunzio apostolico a Colonia; creato cardinale presbitero (riservato in pectore, pubblicato in settembre, col titolo di Santa Maria in Ara Coeli) (morto nel dicembre 1726)
- b. Pier Marcellino Corradini, arcivescovo titolare di Atene, vescovo assistente al Soglio Pontificio; creato cardinale presbitero (riservato in pectore, pubblicato in settembre, col titolo di San Giovanni a Porta Latina) (morto nel febbraio 1743) beatificato nel maggio 1993
- Benito de Sala y de Caramany, vescovo di Barcellona; creato cardinale presbitero (riservato in pectore, pubblicato nel gennaio 1713) (morto nel luglio 1715, senza essersi mai recato a Roma per ricevere il titolo)
- Armand-Gaston-Maximilien de Rohan de Soubise, principe-vescovo di Strasburgo; creato cardinale presbitero della Santissima Trinità al Monte Pincio (titolo ricevuto nel giugno 1721) (morto nel luglio 1749)
- Nuno da Cunha e Ataide, vescovo titolare di Targa, inquisitore generale del Portogallo; creato cardinale presbitero di Sant'Anastasia (titolo ricevuto nel giugno 1721) (morto nel dicembre 1750)
- Wolfgang Hannibal von Schrattenbach, principe-vescovo di Olomouc; creato cardinale presbitero di San Marcello (titolo ricevuto nel dicembre 1714) (morto nel luglio 1738)
- Luigi Priuli, pronipote di papa Alessandro VIII, uditore della Sacra Rota Romana; creato cardinale presbitero di San Marcello (morto nel marzo 1720)
- s. Giuseppe Maria Tomasi di Lampedusa, C.R.T., consultore della S.C. dei Riti, qualificatore del Sant'Uffizio; creato cardinale presbitero dei Santi Silvestro e Martino ai Monti (morto nel gennaio 1713) beatificato nel 1803, canonizzato nel 1986
- Giovanni Battista Tolomei, S.I., consultore della S.C. dei Riti, teologo presso il Collegio Romano; creato cardinale presbitero di Santo Stefano al Monte Celio (morto nel gennaio 1726)
- Francesco Maria Casini, O.F.M.Cap., già procuratore generale del suo Ordine, predicatore del Palazzo Apostolico; creato cardinale presbitero di Santa Prisca (morto nel febbraio 1719)
- Curzio Origo, decano della Sacra Rota Romana; cardinale diacono (riservato in pectore, pubblicato in settembre con la diaconia di Santa Maria in Domnica) (morto nel marzo 1737)
- Melchior de Polignac, gran maestro della Cappella Reale di Francia; cardinale diacono (riservato in pectore, pubblicato nel gennaio 1713, con la diaconia di Santa Maria in Portico Campitelli ricevuta nel settembre 1724) (morto nel novembre 1741)

## 30 gennaio 1713 (VIII)
- Benedetto Erba-Odescalchi, arcivescovo di Milano; creato cardinale presbitero dei Santi Nereo e Achilleo (titolo ricevuto nell'aprile 1715) (morto nel dicembre 1740)
- Damian Hugo Philipp von Schönborn-Buchheim, O.T., ambasciatore del suo Ordine presso l'imperatore Carlo VI; creato cardinale diacono (riservato in pectore, pubblicato il 29 maggio 1715, con la diaconia di San Nicola in Carcere ricevuta nel giugno 1721) (morto nell'agosto 1743)

## 6 maggio 1715 (IX)
- Fabio degli Abati Olivieri, cugino di Sua Santità, prefetto del Sacro Palazzo Apostolico; creato cardinale diacono dei Santi Vito, Modesto e Crescenzia (morto nel febbraio 1738)

## 29 maggio 1715 (X)
- Henri-Pons de Thiard de Bissy, vescovo di Meaux; creato cardinale presbitero dei Santi Quirico e Giulitta (titolo ricevuto nel giugno 1721) (morto nel luglio 1737)
- Innico Caracciolo, junior, vescovo di Aversa; creato cardinale presbitero (riservato in pectore, pubblicato in dicembre, col titolo di San Tommaso in Parione ricevuto nel marzo 1716) (morto nel settembre 1730)
- Bernardino Scotti, governatore di Roma e vice-camerlengo di Santa Romana Chiesa; creato cardinale presbitero (riservato in pectore, pubblicato in dicembre, col titolo di San Pietro in Montorio ricevuto nel febbraio 1716) (morto nel novembre 1726)
- Carlo Maria Marini, prefetto della Camera Apostolica; creato cardinale diacono (riservato in pectore, pubblicato in dicembre, con la diaconia di Santa Maria in Aquiro ricevuta nel febbraio 1716)   (morto nel gennaio 1747)

## 16 dicembre 1715 (XI)
- Niccolò Caracciolo, arcivescovo di Capua; creato cardinale presbitero dei Santi Silvestro e Martino ai Monti (titolo ricevuto nel febbraio 1716) (morto nel febbraio 1728)
- Giambattista Patrizi, arcivescovo titolare di Seleucia di Isauria, tesoriere generale della Camera Apostolica; creato cardinale presbitero dei Santi Quattro Coronati (morto nel luglio 1727)
- Ferdinando Nuzzi, arcivescovo titolare di Nicea, segretario della S.C. dei Vescovi e dei Regolari; creato cardinale presbitero di Santa Pudenziana (morto nel dicembre 1717)
- Nicolò Gaetano Spinola, arcivescovo titolare di Tebe, uditore generale della Camera Apostolica; creato cardinale presbitero di San Sisto (morto nell'aprile 1735)

## 15 marzo 1717 (XII)
- Giberto Bartolomeo Borromeo, vescovo di Novara; creato cardinale presbitero di Sant'Alessio (morto nel gennaio 1740)

## 12 luglio 1717 (XIII)
- Giulio Alberoni, vescovo eletto di Malaga, Grande di Spagna; creato cardinale diacono di Sant'Adriano al Foro (diaconia ricevuta nel giugno 1724) (morto nel giugno 1752)
- Imre Csáky, arcivescovo di Kalocsa; creato cardinale presbitero (riservato in pectore, pubblicato in ottobre, col titolo di Sant'Eusebio ricevuto nel giugno 1721) (morto nell'agosto 1732)

## 29 novembre 1719 (XIV)
- Léon Potier de Gesvres, arcivescovo di Bourges; creato cardinale presbitero (morto nel novembre 1744, senza essersi mai recato a Roma per ricevere il titolo)
- François de Mailly, arcivescovo di Reims; creato cardinale presbitero (morto nel settembre 1721, senza essersi mai recato a Roma per ricevere il titolo)
- Giorgio Spinola, arcivescovo titolare di Cesarea di Cappadocia, nunzio apostolico in Austria; creato cardinale presbitero di Sant'Agnese fuori le mura (titolo ricevuto nel gennaio 1721) (morto nel gennaio 1739)
- Cornelio Bentivoglio, arcivescovo titolare di Cartagine, nunzio apostolico emerito in Francia; creato cardinale presbitero di San Girolamo degli Schiavoni (titolo ricevuto nell'aprile 1720) (morto nel dicembre 1732)
- Thomas Philip Wallrad d'Alsace-Boussut de Chimay, arcivescovo di Malines; creato cardinale presbitero di San Cesareo in Palatio (titolo ricevuto nel giugno 1721) (morto nel gennaio 1759)
- Giovanni Francesco Barbarigo, vescovo di Brescia; creato cardinale presbitero (riservato in pectore, pubblicato nel settembre 1720, col titolo dei Santi Marcellino e Pietro ricevuto nel giugno 1721) (morto nel gennaio 1730)
- Luis Antonio Belluga y Moncada, C.O., vescovo di Cartagena; creato cardinale presbitero di Santa Maria in Traspontina (titolo ricevuto nel giugno 1721) (morto nel febbraio 1743)
- José Pereira de Lacerda, vescovo di Faro; creato cardinale presbitero di Santa Susanna (titolo ricevuto nel giugno 1721) (morto nel settembre 1738)
- Mihály Frigyes Althann, vescovo-conte di Vác; creato cardinale presbitero di Santa Sabina (titolo ricevuto nel settembre 1720) (morto nel giugno 1734)
- Giovanni Battista Salerni, S.I., teologo e predicatore in Sassonia; creato cardinale presbitero di Santa Prisca (titolo ricevuto nel settembre 1720) (morto nel gennaio 1729)

## 30 settembre 1720 (XV)
- Carlos Borja-Centellas y Ponce de León, arcivescovo titolare di Trebisonda, patriarca delle Indie Occidentali; creato cardinale presbitero di Santa Pudenziana (titolo ricevuto nel giugno 1721) (morto nell'agosto 1733)
- Juan Álvaro Cienfuegos Villazón, S.I., ambasciatore dell'imperatore Carlo VI presso la Santa Sede; creato cardinale presbitero di San Bartolomeo all'Isola (titolo ricevuto nel luglio 1721) (morto nell'agosto 1739)

## Fonti
- (EN) catholic-hierarchy.orgtirolo=,  http://www.catholic-hierarchy.orgtirolo=.